# Filicaja
Filicaja (o Al Filicaja) è un piccolissimo borgo privato situato nel Comune di Montaione (FI), acquistato nel 1452 da Ser Giovanni di Simone da Filicaja.

## La leggenda
Secondo la leggenda un giovane nobile volterrano, Ajone, passò un giorno per una contrada lontana e nel più profondo del bosco incontrò Figline, che piangeva la sua bellissima figlia, Figline, rapita da tal Gambasso. Ajone decise di riportare a casa Figline e marciò in guerra contro Gambasso. Quando finalmente riportò Figline dalla madre ottenne il permesso di sposarla e fondò sia il paese di Monte Ajone (da cui deriva l'odierno nome Montaione) che il castello di Figline a poca distanza dal paese. Le discendenze di Ajone e di Gambasso mantennero comunque un'accesa rivalità.

Stemma da Filicaja

Un giorno i discendenti di Ajone e Figline furono attaccati da un esercito nemico che dopo lungo assedio distrusse il castello e tutti i difensori vennero passati per le armi. Dopo una siffatta sconfitta i popolani di Montaione ritornarono all'idolatria e decisero di sacrificare la più bella ragazza del paese, il cui nome era Filli, agli dèi in augurio di pace e felicità. Un cavaliere fiorentino, sentita la notizia, si precipitò a Montaione e inorridito dal sacrificio umano obbligò i popolani a liberarla e a sacrificare, al suo posto, una vitella: fu così chiamato il Sire della Vitella.
Filli, libera dal martirio, riconoscente al suo salvatore, gli donò il vestito rosso stracciato dai tormenti del supplizio che egli usò, con orgoglio, come propria bandiera, poi si sposarono e ricostruirono il castello di Figline dove vissero innumerevoli anni. Il Sire della Vitella era così innamorato della sua Filli che non faceva altro che chiamarla "Filli mia bella", "Filli desiata", "Filli cara"... fu così che il luogo dove vivevano ed egli stesso furono chiamati Fillicara. I loro discendenti si chiamarono quindi "Fillicara", "Filicaja" o "da Filicaja" ed ebbero come emblema il simbolo del vestito di Filli.
Nel 1623 Michelangelo Buonarroti il giovane, nipote del più famoso omonimo, scrisse l'Ajone, che interpreta a suo modo la leggenda, aggiungendovi che al suo tempo nel palazzo dei da Filicaja a Montaione persino le bocche delle fontane pescano nel buon vino.
alzò un palazzo bello e signorile,

che da' posteri poi fatto è più grande,

né dei regii palazzi dissimile,

dove si sguazza, e mangia altro che ghiande,

e d'un buon vino vi beon le pile;

e, in memoria del caso di Figline,

vi si fan gattafure senza fine.»
(Michelangelo Buonarroti il giovane,  l'Ajone 1623)
Nella realtà, Gambassi (oggi Gambassi Terme) è il paese adiacente a Montaione, da sempre rivale, anche se per lungo tempo sottoposto a quest'ultimo. Figline (da figulinae = figurine, statuette) è il luogo dove i romani trovarono molti reperti etruschi e l'omonimo castello, già di proprietà dei figlinesi, fu comprato, come detto, nel 1452 da Ser Giovanni di Simone da Filicaja per motivi bellico-strategici. I da Filicaja erano conosciuti fino a metà del Duecento come "della Vitella" o come "Tebaldi" e cambiarono nome in "Filicaja" (=Felceto, luogo dove avevano un castello vicino a Firenze) con l'avvento a Firenze della Repubblica per non apparire nobili e quindi poter ricoprire cariche pubbliche (ci riuscirono, e dal 1284 al 1523 dettero alla Repubblica dodici Gonfalonieri e sessantasei Priori).

## Storia
Le prime notizie di un castello di nome Figline in questo luogo sono degli inizi del XII secolo, sito forse dove ora è la Villa da Filicaja, anche se secondo alcuni il castello sarebbe stato qualche centinaio di metri più a sud. Nel 1297 si ha notizia che il castello fu distrutto e abbandonato. Successivamente fu ricostruito nello stesso luogo o qualche centinaio di metri più a nord dalla famiglia Figlinesi; per la costruzione furono utilizzati anche materiali di una villa tardo-romana i cui resti si trovano circa un chilometro più a sud. Questa è probabilmente l'origine della confusione che vede la Villa da Filicaja come di origine romane. Altre confusioni sulla storia del luogo provengono da un piccolo errore in una guida turistica degli anni trenta che poi influenzò molti "storiografi" locali fino a fare addirittura affermare che in quel luogo sarebbe sorta una Villa Medicea. Il nome Figline sembra provenire da "Figulinae", figurine, indicante il luogo dove i romani trovarono molte statuette, appunto figurine, etrusche. Attualmente Figline è una località sita quattrocento metri a sud di Filicaja, fatto che ingenera ancora maggiori confusioni. Secondo alcuni la posizione dell'odierna Figline corrisponderebbe con la posizione del castello medioevale. Muovendosi ancora un po' verso sud-ovest troviamo una cisterna per l'acqua che alimentava la villa tardo-romana di cui si è detto prima. Per il momento è conosciuto il luogo dove sorgeva la villa e dove spesso appaiono frammenti di mosaico, ma non sono ancora stati effettuati scavi idonei.
L'8 giugno 1509 Antonio da Filicaja, Averardo Salviati e Niccolò Capponi entrano vincitori a Pisa seguiti dallo loro truppe. La base delle truppe di Antonio da Filicaja era appunto il castello di Filicaja.

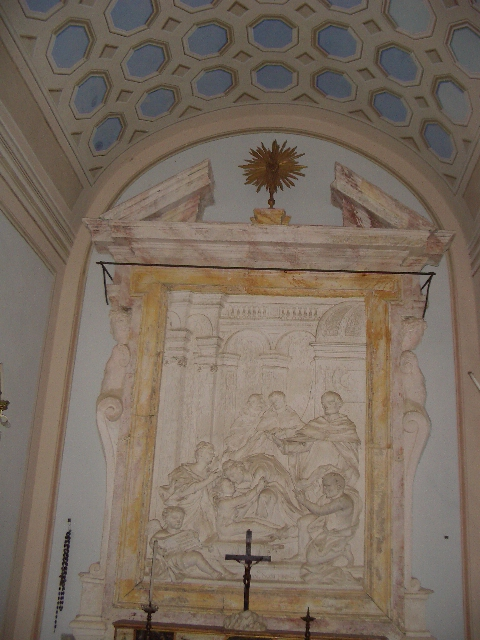
Sant'Antonino resuscita un fanciullo da Filicaja. Bassorilievo, chiesa di Sant'Antonino a Filicaja

Durante i secoli il minuscolo borgo è stato riformato più volte fino a fargli avere l'aspetto odierno. Caratteristica è la Villa da Filicaja inserita al suo interno con la sua facciata medievale rivolta verso est e una seconda facciata di stile tardo cinquecentesco (ma costruita nel 1906) rivolta verso nord. La villa, dichiarata di interesse storico nazionale, ha subito al suo interno grandi rifacimenti tra il 1900 ed il 1908. L'idea del proprietario del tempo (il Conte Andrea da Filicaja Dotti) era di riprodurre degli interni seicenteschi. Così costruì delle grandi volte a vele là dove c'erano soffitti a cassettoni e riordinò la disposizione delle stanze secondo una logica tipica del XVII secolo, cancellando l'impianto medioevale.
Il piccolo borgo di Filicaja è rimasto proprietà della omonima famiglia (attualmente rappresentata dai Sig.ri Geddes da Filicaia e dai Conti Nardi-Dei Dotti) e, tra gli altri, fu anche dimora del poeta Vincenzo da Filicaja.
Essendo Filicaja parte di una zona molto turistica circolano molti libretti sulla storia di Montaione, e di Filicaja in particolare, ad uso dei villeggianti. Molti di essi prendono spunto da un libro edito negli anni ottanta dove si congettura che il Granduca Cosimo III avrebbe donato il borghetto di Filicaja (che in quel tempo sarebbe stato uno "spogliatoio" di casa Medici) al poeta Vincenzo da Filicaja. L'autore di questo libretto, che per motivi personali non riuscì mai ad avere accesso all'archivio di famiglia dei da Filicaja, prese per buone alcune notizie che circolavano. In realtà Al Filicaja non fu mai di proprietà della famiglia de' Medici ed era già di proprietà dei da Filicaja al momento della nascita del poeta. Quando nel 2003 due storici hanno potuto accedere all'archivio dei da Filicaja è emerso il contratto di acquisto delle proprietà della famiglia Figlinesi che risale appunto al 21 giugno 1452 suggellato da Giovanni di Simone da Filicaja.

## Origini del nome
Sul nome del luogo vi è stata e c'è ancora molta confusione. Infatti il luogo si chiama inizialmente Figline o Castello di Figline. Poi con l'arrivo dei da Filicaja diventa Filicaja o Al Filicaja. Contemporaneamente, però, in maniera forse curiosa, la fattoria viene talvolta chiamata Fattoria S. Antonio dall'omonima chiesetta e talvolta è detta Tenuta Al Filicaja. Alcune volte, addirittura, la villa all'interno del borghetto è chiamata Villa S. Antonio. Sembra che dipendendo dagli umori del proprietario del momento sia cambiato il modo di chiamare il luogo. Andrea da Filicaja Dotti, per esempio, nei primi del Novecento chiama normalmente la villa come Villa da Filicaja, il luogo come Al Filicaja e la fattoria come Tenuta Al Filicaja, quando però scrive o comunque si relaziona con la Chiesa o con il Comune il luogo diventa S. Antonio, la villa diventa Villa S. Antonio; sulle etichette del vino scrive “Tenuta Al Filicaja del Conte da Filicaja Dotti” e nei bilanci scrive “Saldo della Fattoria di Figline in Val d'Elsa”.